# Een tocht door het donker
Een tocht door het donker is een nummer van de Belgische zanger Thor!. Het nummer werd in 2006 uitgebracht met als doel deel te nemen aan Eurosong for Kids 2006, de Belgische preselectie voor het Junior Eurovisiesongfestival. Na de eerste halve finale te hebben gewonnen met 70 punten, moest Thor! het in de finale op zaterdag 1 oktober 2006 opnemen tegen vier andere finalisten. Uiteindelijk won Thor! met 71 punten, waardoor hij zijn land mocht vertegenwoordigen op het Junior Eurovisiesongfestival 2006 in de Roemeense hoofdstad Boekarest. Daar werd hij uiteindelijk zevende op vijftien deelnemers, met 71 punten.
De originele tekst van Thor werd aangepast zodat hij officieel kon deelnemen aan Junior Eurosong. De zin "Louise ging niet mee, ze had nog zin in thee", was origineel: "Louise ging niet mee, ze zat nog op 't wc."

## Hitnotering
Hij stond maar liefst 27 weken in de Ultratop 50, waarvan één week op nummer één.
| Een tocht door het donker in de Vlaamse Ultratop 50 - binnen: 21-10-2006 | Een tocht door het donker in de Vlaamse Ultratop 50 - binnen: 21-10-2006 | Een tocht door het donker in de Vlaamse Ultratop 50 - binnen: 21-10-2006 | Een tocht door het donker in de Vlaamse Ultratop 50 - binnen: 21-10-2006 | Een tocht door het donker in de Vlaamse Ultratop 50 - binnen: 21-10-2006 | Een tocht door het donker in de Vlaamse Ultratop 50 - binnen: 21-10-2006 | Een tocht door het donker in de Vlaamse Ultratop 50 - binnen: 21-10-2006 | Een tocht door het donker in de Vlaamse Ultratop 50 - binnen: 21-10-2006 | Een tocht door het donker in de Vlaamse Ultratop 50 - binnen: 21-10-2006 | Een tocht door het donker in de Vlaamse Ultratop 50 - binnen: 21-10-2006 | Een tocht door het donker in de Vlaamse Ultratop 50 - binnen: 21-10-2006 | Een tocht door het donker in de Vlaamse Ultratop 50 - binnen: 21-10-2006 | Een tocht door het donker in de Vlaamse Ultratop 50 - binnen: 21-10-2006 | Een tocht door het donker in de Vlaamse Ultratop 50 - binnen: 21-10-2006 | Een tocht door het donker in de Vlaamse Ultratop 50 - binnen: 21-10-2006 | Een tocht door het donker in de Vlaamse Ultratop 50 - binnen: 21-10-2006 | Een tocht door het donker in de Vlaamse Ultratop 50 - binnen: 21-10-2006 | Een tocht door het donker in de Vlaamse Ultratop 50 - binnen: 21-10-2006 | Een tocht door het donker in de Vlaamse Ultratop 50 - binnen: 21-10-2006 | Een tocht door het donker in de Vlaamse Ultratop 50 - binnen: 21-10-2006 | Een tocht door het donker in de Vlaamse Ultratop 50 - binnen: 21-10-2006 | Een tocht door het donker in de Vlaamse Ultratop 50 - binnen: 21-10-2006 | Een tocht door het donker in de Vlaamse Ultratop 50 - binnen: 21-10-2006 | Een tocht door het donker in de Vlaamse Ultratop 50 - binnen: 21-10-2006 | Een tocht door het donker in de Vlaamse Ultratop 50 - binnen: 21-10-2006 | Een tocht door het donker in de Vlaamse Ultratop 50 - binnen: 21-10-2006 | Een tocht door het donker in de Vlaamse Ultratop 50 - binnen: 21-10-2006 | Een tocht door het donker in de Vlaamse Ultratop 50 - binnen: 21-10-2006 | Een tocht door het donker in de Vlaamse Ultratop 50 - binnen: 21-10-2006 |
| Week                                                                     | 1                                                                        | 2                                                                        | 3                                                                        | 4                                                                        | 5                                                                        | 6                                                                        | 7                                                                        | 8                                                                        | 9                                                                        | 10                                                                       | 11                                                                       | 12                                                                       | 13                                                                       | 14                                                                       | 15                                                                       | 16                                                                       | 17                                                                       | 18                                                                       | 19                                                                       | 20                                                                       | 21                                                                       | 22                                                                       | 23                                                                       | 24                                                                       | 25                                                                       | 26                                                                       | 27                                                                       |                                                                          |
| ------------------------------------------------------------------------ | ------------------------------------------------------------------------ | ------------------------------------------------------------------------ | ------------------------------------------------------------------------ | ------------------------------------------------------------------------ | ------------------------------------------------------------------------ | ------------------------------------------------------------------------ | ------------------------------------------------------------------------ | ------------------------------------------------------------------------ | ------------------------------------------------------------------------ | ------------------------------------------------------------------------ | ------------------------------------------------------------------------ | ------------------------------------------------------------------------ | ------------------------------------------------------------------------ | ------------------------------------------------------------------------ | ------------------------------------------------------------------------ | ------------------------------------------------------------------------ | ------------------------------------------------------------------------ | ------------------------------------------------------------------------ | ------------------------------------------------------------------------ | ------------------------------------------------------------------------ | ------------------------------------------------------------------------ | ------------------------------------------------------------------------ | ------------------------------------------------------------------------ | ------------------------------------------------------------------------ | ------------------------------------------------------------------------ | ------------------------------------------------------------------------ | ------------------------------------------------------------------------ | ------------------------------------------------------------------------ |
| Nummer                                                                   | 12                                                                       | 3                                                                        | 2                                                                        | 2                                                                        | 2                                                                        | 4                                                                        | 2                                                                        | 2                                                                        | 2                                                                        | 2                                                                        | 2                                                                        | 2                                                                        | 2                                                                        | 2                                                                        | 1                                                                        | 4                                                                        | 7                                                                        | 7                                                                        | 6                                                                        | 9                                                                        | 15                                                                       | 18                                                                       | 21                                                                       | 25                                                                       | 29                                                                       | 36                                                                       | 45                                                                       | uit                                                                      |